# Alter Rheinlauf
Alter Rheinlauf är ett vattendrag i Schweiz. Det ligger i den östra delen av landet och mynnar i Bodensjön.
Omgivningarna runt Alter Rheinlauf är en mosaik av jordbruksmark och naturlig växtlighet.